# Przedwiośnie (ścieżka dźwiękowa)
Przedwiośnie – ścieżka dźwiękowa do polskiego filmu fabularnego w reżyserii Filipa Bajona z 2001 pt. Przedwiośnie autorstwa Michała Lorenca, nagrodzona Złotymi Lwami na FPFF w Gdyni.
Album uzyskał certyfikat złotej płyty.

## Wykonanie
Kompozytor połączył muzykę klasyczną z tematami etnicznymi. Utwory nagrała orkiestra Sinfonia Varsovia oraz zespół Des Orient, używając instrumentów ludowych, m.in. klarnetu greckiego. Na wydanym krążku znalazła się też piosenka wykonywana przez Kayah Wiosna przyjdzie i tak. Wokaliza artystki pojawiła się również w utworze Ogień.

## Wykonawcy
- Tadeusz Karolak – dyrygent
- Kayah – partie wokalne
- Sinfonia Varsovia
- Marta Stanisławska – cymbały, tar, rigg
- Mariusz Puchłowski – flety i pifon
- Robert Siwak – daf, darabuka, zarab, bendir, rigg
- Bogdan Kupisiewicz – gitara, tar, flet, klarnet grecki
- Michał Woźniak – kontrabas
- Klaudiusz Baran – akordeon
- Małgorzata Szarlik-Woźniak – skrzypce
- Piotr Maślanka – perkusja
- Stefan Sendecki – instrumenty klawiszowe
- Rafał Paczkowski – instrumenty klawiszowe
- Hakan Kursun, Krzysztof Pszona – synth programming

## Lista utworów
1. Niebo - 2:41
muzyka: Michał Lorenc
2. Pacierz - 4:26
muzyka: Michał Lorenc
3. Ogień - 2:15
muzyka: Michał Lorenc
4. Rewolucja - 3:09
muzyka: Michał Lorenc
5. Kolęda - 1:15
muzyka: Michał Lorenc
6. Pustynia 3:41
muzyka: Michał Lorenc
7. Podróż - 1:11
muzyka: Michał Lorenc
8. Przedwiośnie - 2:23
muzyka: Michał Lorenc
9. Wojna - 1:33
muzyka: Michał Lorenc
10. Dom - 1:03
muzyka: Michał Lorenc
11. Młodość - 3:02
muzyka: Michał Lorenc
12. Wspomnienia - 2:23
muzyka: Michał Lorenc
13. Odwet - 3:01
muzyka: Michał Lorenc
14. Sól - 1:48
muzyka: Michał Lorenc
15. Nawłoć - 1:47
muzyka: Michał Lorenc
16. Granica - 3:21
muzyka: Michał Lorenc
17. Pożegnanie - 1:32
muzyka: Michał Lorenc
18. Góra - 2:45
muzyka: Michał Lorenc
19. Zdjęcie - 2:09
muzyka: Michał Lorenc
20. Shimi - 2:24
muzyka: Michał Lorenc
21. Światło - 1:56
muzyka: Michał Lorenc
22. Taniec ognia - 3:26
muzyka: Michał Lorenc
23. Wiosna przyjdzie i tak - 3:16
wykonanie, muzyka i słowa: Kayah